# Castel Vigolo
Castel Vigolo è un castello medievale che si trova nella località Vigolo Vattaro del comune di Altopiano della Vigolana in provincia di Trento.

## Storia
Il luogo dove sorge il castello ospitava probabilmente un castelliere già durante l'età del bronzo e del ferro.
Le prime notizie storiche del castello risalgono al 1214, quando il principe vescovo di Trento Federico Vanga lo affidò alla comunità di Vigolo affinché fosse ricostruito. All'epoca infatti il castello era un bene comune gestito dai cosiddetti vicini, abitanti del luogo che in cambio fornivano tributi al principe vescovo di Trento in base alla "carta delle regole" della comunità.
Il controllo comunitario del castello non ebbe vita lunga: nel 1244 il principe vescovo Aldrighetto da Campo lo affidò a Giordano e Montenario da Pomarolo.
Nel 1254 fu assediato e distrutto, come molti altri castelli, da Ezzelino III da Romano mentre risaliva la Valsugana per puntare su Trento.
Nel 1424 il castello passò alla famiglia dei Murlini e in seguito nel 1477 ai de Fatis, i cui discendenti ne sono tuttora i proprietari. I de Fatis acquisirono il castello in uno stato di completa rovina e lo ricostruirono quasi completamente in forme cinquecentesche, trasformandolo in una dimora gentilizia di campagna. A queste modifiche risale la sua struttura attuale che ha perso completamente l'aspetto medievale.
Essendo un'abitazione privata, il castello non è accessibile al pubblico.